# Jan Jičínský z Kravař a Fulneka
Jan Jičínský z Kravař a Fulneka byl moravský šlechtic z rodu pánů z Kravař.

## Život
Jeho otcem byl Vok II. z Kravař a Jičína, matkou Eliška ze Šternberka. Po smrti svého otce zdědil hrady a panství Štramberk, Vsetín, Rožnov a část panství Starý Jičín. V té době ale asi nebyl ještě plnoletý. Na Jana měl vliv jak jeho strýc olomoucký biskup Lacek z Kravař, tak jeho prastrýc Lacek z Kravař a Helfštejna, který ho uvedl do života.
Jan se dle polských zdrojů účastnil údajně již roku 1410 pod vlastní korouhví bitvy u Grunwaldu, což se zdá málo pravděpodobné. V roce 1413 se zúčastnil zemského sněmu v Opavě. Zdá se však, že byl teprve na prahu zletilosti, protože nad jeho panstvím vykonávali poručnický dohled jeho příbuzní. Teprve až v únoru 1421 Jan propustil své poručníky a ujal se správy rodinných statků.
Dne 17. listopadu 1421 se Jan účastnil zemského sněmu v Brně, kde se valná část moravské šlechty podvolila nátlaku Zikmunda Lucemburského a zřekla se kalicha. Jan se pak účastnil některých Zikmundových tažení do Čech. V roce 1423 se Jan oženil s Ofkou z Pylze, která byla dcerou Vladislava Jagellonského. Ta však záhy zemřela. Jan se oženil podruhé, tentokráte s kněžnou Anežkou, dcerou Přemysla Opavského. Jan se tak tímto sňatkem s dcerou Zikmundova spojence na Moravě prakticky zařadil k té části šlechty, která králi zůstala věrná.
V roce 1425 se Jan účastnil ve vojsku olomouckého biskupa Jana Železného bitvy o Kroměříž. Roku 1427 táhli husité na severní Moravu a poplenili Janovy statky, přičemž byla dobyta jeho města Nový Jičín a Fulnek. Po rozšíření vlivu husitů i na severní Moravě nakonec Janovi nezbylo, než přejít k husitům. Na přelomu let 1429–1430 se proto účastnil husitské spanilé jízdy do Saska, v srpnu roku 1431 bitvy u Domažlic. 28. září 1431 bylo mezi představiteli husitských vojsk na Moravě a opavským knížetem uzavřeno roční příměří.
V roce 1433 se Jan účastnil tažení husitů proti Slezsku, ale 17. března pořídil závěť a brzy na to jako bezdětný zemřel. Jeho rozsáhlé statky, které byly zatíženy obrovskými dluhy, byly po jeho smrti na úhradu těchto dluhů rozprodány.